# Osmar Cambalhota
Osmar Aparecido de Azevedo, mais conhecido como Osmar Cambalhota (Marília, 27 de março de 1980), é um ex-futebolista brasileiro que atuava como atacante.
Ficou famoso por comemorar seus gols com um salto mortal de costas e ganhou o apelido de "Osmar Cambalhota".

## Carreira
Começou em uma escolinha chamada Expressinho, em Marília, mas abandonou o futebol aos 14 anos, onde tentou ser peão de rodeio e trabalhou um tempo com seu pai.
Fez testes no Rio Branco de Americana, onde foi aprovado. Em 2000, foi emprestado ao União Mogi, para a Série A3 do Paulista.
Em 2004, chamou a atenção do Palmeiras, após marcar gols pelo Santo André nos dois confrontos que eliminaram o clube paulista nas quartas de final.
Após ser campeão da Copa do Brasil com o time do ABC, acertou com o Palmeiras, onde estreou em 12 de agosto de 2004, na vitória por 3 a 2 sobre o Fluminense. Foi o artilheiro do Palmeiras no Brasileiro de 2004 com 11 gols.
Voltando ao clube em 2007, após passar algumas temporadas emprestado a clubes do Brasil e exterior. Perdeu espaço no time de Vanderlei Luxemburgo e acertou seu empréstimo para Ipatinga.
Em agosto de 2008, foi emprestado ao Vitória, onde não conseguiu se tornar titular.
Em 2009, o atacante retornou ao Palmeiras, mas jogou no time B durante todo o ano.
Ao todo, marcou 30 gols pelo Palmeiras em 67 jogos (28 vitórias, 18 empates e 21 derrotas).
No ano seguinte, Osmar retornou ao União São João e jogou também pelo Guaratinguetá.
Em 2011, atuou pelo Marília e pelo União São João novamente. Em 2012, defendeu o Marília e em 2013 jogou pelo União São João novamente.
Em 2017, foi contratado pelo Marília para a disputa do Campeonato Paulista da Série A3.
Aposentou em 2018, após passagem pelo Mogi Mirim, onde o jogou o Paulista da Série A-3 e o Brasileiro - Série C.

## Títulos
Santo André
- Copa do Brasil: 2004

Palmeiras
- Campeonato Paulista: 2008
- Taça 125 Anos do Corpo de Bombeiro: 2005
- Troféu 90 Anos do Esporte Clube Taubaté: 2004